# Antonio Veić
Antonio Veić (Mali Lošinj, 18. veljače 1988.) hrvatski je tenisač. Profesionalno se tenisom bavi od 2006. godine. Član je hrvatske teniske reprezentacije u Davisovu kupu.
Veić je počeo igrati tenis sa 7 godina. Nadimak mu je Veja. Obitelj mu sačinjavaju otac Ante, majka Borka i brat Luka.
Plasman karijere, 119. mjesto na ATP ljestvici, ostvario je u svibnju 2012. godine. Najbolji rezultat na Grand Slam turnirima ubilježio je u Roland Garrosu 2011., kada je prošao tri kola kvalifikacija i dva kola glavnog turnira (izbacivši u 2. kolu Nikolaja Davydenka), da bi ga u 3. kolu porazio kasniji pobjednik Rafael Nadal.

## Vanjske poveznice
- Profil na stranici ATP World Toura (engl.)
- Službena stranica  Arhivirana inačica izvorne stranice od 8. kolovoza 2013. (Wayback Machine) (engl.)